# Austrian Football League 2018
La Austrian Football League 2018 è la 34ª edizione del campionato di football americano di primo livello, organizzato dalla AFBÖ.
La finale si giocherà il 21 luglio alla NV Arena di Sankt Pölten.

## Squadre partecipanti
| Club                  | Città      | Stadio | Sponsor ufficiale | Risultato nella stagione 2017 |
| --------------------- | ---------- | ------ | ----------------- | ----------------------------- |
| AFC Rangers Mödling   | Mödling    |        | SonicWall         |                               |
| Bratislava Monarchs   | Bratislava |        |                   |                               |
| Danube Dragons        | Vienna     |        |                   |                               |
| Graz Giants           | Graz       |        | Projekt Spielberg |                               |
| Ljubljana Silverhawks | Lubiana    |        |                   |                               |
| Tirol Raiders         | Innsbruck  |        | Swarco            |                               |
| Traun Steelsharks     | Traun      |        |                   |                               |
| Vienna Vikings        | Vienna     |        | Dacia             |                               |

## Stagione regolare

### Calendario

#### 1ª giornata
La giornata è stata interamente rinviata a causa delle avverse condizioni meteorologiche.

#### 2ª giornata
| Innsbruck 24 marzo 2018, ore 15:00 | Tirol Raiders | 65 – 6 (20-0 24-6 14-0 7-0) referto | Bratislava Monarchs | Tivoli-Neu Stadion (1950 spett.) |

| Vienna 25 marzo 2018, ore 15:00 | Vienna Vikings | 68 – 14 (19-0 28-0 14-7 7-7) referto | Traun Steelsharks | (1158 spett.) |

#### 3ª giornata
| Graz 31 marzo 2018, ore 14:30 | Graz Giants | 32 – 45 (7-7 6-28 7-3 12-7) referto | Vienna Vikings | Stadion Eggenberg |

| Mödling 31 marzo 2018, ore 15:00 | AFC Rangers Mödling | 14 – 49 (0-14 7-7 7-21 0-7) referto | Tirol Raiders | Stadion Mödling |

| Traun 31 marzo 2018, ore 17:00 | Traun Steelsharks | 47 – 15 (21-0 6-7 14-0 6-8) referto | Bratislava Monarchs | Trauner Stadion (1100 spett.) |

| Vienna 1º aprile 2018, ore 15:00 | Danube Dragons | 23 – 12 (0-0 7-6 10-0 6-6) referto | Ljubljana Silverhawks | Stadion Stadlau (200 spett.) |

#### 4ª giornata
| Innsbruck 7 aprile 2018, ore 15:00 | Tirol Raiders | 41 – 14 (7-7 13-0 14-0 7-7) referto | Graz Giants | Tivoli-Neu Stadion |

| Ivančna Gorica 7 aprile 2018, ore 15:00 | Ljubljana Silverhawks | 49 – 27 (14-0 14-7 21-7 0-13) referto | Traun Steelsharks | Stadion |

| Dúbravka 8 aprile 2018, ore 14:00 | Bratislava Monarchs | 14 – 49 (0-7 7-14 7-7 0-21) referto | AFC Rangers Mödling | Stadion SKP Dubravka |

| Vienna 8 aprile 2018, ore 15:00 | Danube Dragons | 7 – 42 (0-7 0-21 0-7 7-7) referto | Vienna Vikings | Stadion Stadlau |

#### Recuperi 1
| Ivančna Gorica 14 aprile 2018, ore 15:00 | Ljubljana Silverhawks | 33 – 63 (6-7 14-21 6-14 7-21) referto | Vienna Vikings | Stadion |

| Traun 14 aprile 2018, ore 17:00 | Traun Steelsharks | 40 – 56 (7-14 21-13 0-15 12-14) referto | AFC Rangers Mödling | Trauner Stadion (1450 spett.) |

| Dúbravka 15 aprile 2018, ore 14:00 | Bratislava Monarchs | 7 – 24 (7-7 0-7 0-3 0-7) referto | Graz Giants | Stadion SKP Dubravka (250 spett.) |

#### 5ª giornata
| Ivančna Gorica 21 aprile 2018, ore 15:00 CEST | Ljubljana Silverhawks | 31 – 28 (14-7 7-14 7-0 3-7) referto | Danube Dragons | Stadion |

| Mödling 21 aprile 2018, ore 15:00 CEST | AFC Rangers Mödling | 36 – 34 (27-7 3-7 0-13 6-7) referto | Graz Giants | Stadion Mödling (300 spett.) |

| Dúbravka 22 aprile 2018, ore 14:00 CEST | Bratislava Monarchs | 36 – 28 (14-7 7-0 7-6 8-15) referto | Traun Steelsharks | Stadion SKP Dubravka |

| Vienna 22 aprile 2018, ore 15:00 CEST | Vienna Vikings | 35 – 28 (3-0 10-7 15-7 7-14) referto | Tirol Raiders | (2235 spett.) |

#### Recuperi 2
| Mödling 28 aprile 2018, ore 15:00 | AFC Rangers Mödling | 54 – 24 (14-14 6-10 14-0 20-0) referto | Ljubljana Silverhawks | Stadion Mödling |

| Graz 29 aprile 2018, ore 15:00 | Graz Giants | 34 – 21 (0-7 6-14 16-0 12-0) referto | Danube Dragons | Stadion Eggenberg |

#### 6ª giornata
| Graz 5 maggio 2018, ore 15:00 | Graz Giants | 35 – 27 (0-7 14-7 7-13 14-0) referto | Ljubljana Silverhawks | Stadion Eggenberg (1000 spett.) |

| Traun 5 maggio 2018, ore 17:00 | Traun Steelsharks | 40 – 70 (7-21 13-28 14-21 6-0) referto | Tirol Raiders | Trauner Stadion (1400 spett.) |

| Vienna 6 maggio 2018, ore 15:00 | Vienna Vikings | 25 – 20 (16-6 0-0 3-0 6-14) referto | AFC Rangers Mödling | (1000 spett.) |

| Vienna 6 maggio 2018, ore 15:00 | Danube Dragons | 30 – 27 (7-14 0-6 16-0 7-7) referto | Bratislava Monarchs | Stadion Stadlau (1000 spett.) |

#### 7ª giornata
| Ivančna Gorica 12 maggio 2018, ore 15:00 CEST | Ljubljana Silverhawks | 42 – 20 (7-12 28-8 7-0 0-0) referto | Bratislava Monarchs | Stadion |

| Mödling 12 maggio 2018, ore 15:00 CEST | AFC Rangers Mödling | 31 – 41 (7-7 10-14 14-7 0-13) referto | Danube Dragons | Stadion Mödling (200 spett.) |

| Traun 12 maggio 2018, ore 17:00 CEST | Traun Steelsharks | 14 – 42 (6-7 8-14 0-7 0-14) referto | Graz Giants | Trauner Stadion (1100 spett.) |

| Innsbruck 13 maggio 2018, ore 15:00 CEST | Tirol Raiders | 55 – 13 (13-3 14-7 13-3 14-0) referto | Vienna Vikings | Tivoli-Neu Stadion (3595 spett.) |

#### 8ª giornata
| Graz 26 maggio 2018, ore 15:00 CEST | Graz Giants | 48 – 28 (21-7 14-0 0-7 13-14) referto | Traun Steelsharks | Stadion Eggenberg |

| Dúbravka 27 maggio 2018, ore 14:00 CEST | Bratislava Monarchs | 12 – 38 (0-7 12-14 0-14 0-3) referto | Danube Dragons | Stadion SKP Dubravka |

| Vienna 27 maggio 2018, ore 15:00 CEST | Vienna Vikings | 21 – 24 (7-0 6-14 8-7 0-3) referto | Ljubljana Silverhawks | Hohe Warte Stadion (1200 spett.) |

| Wattens 27 maggio 2018, ore 15:00 CEST | Tirol Raiders | 49 – 28 (7-0 6-14 8-7 0-3) referto | AFC Rangers Mödling | Gernot Langes Stadion (1050 spett.) |

#### 9ª giornata
| Ivančna Gorica 2 giugno 2018, ore 15:00 CEST | Ljubljana Silverhawks | 17 – 55 (14-21 3-14 0-7 0-13) referto | Tirol Raiders | Stadion |

| Dúbravka 3 giugno 2018, ore 14:00 CEST | Bratislava Monarchs | 7 – 64 (7-17 0-30 0-0 0-17) referto | Vienna Vikings | Stadion SKP Dubravka |

| Vienna 3 giugno 2018, ore 15:00 CEST | Danube Dragons | 61 – 28 (15-0 21-14 13-7 12-7) referto | Traun Steelsharks | Stadion Stadlau (500 spett.) |

| Graz 3 giugno 2018, ore 15:00 CEST | Graz Giants | 36 – 0 (12-0 7-0 3-0 14-0) referto | AFC Rangers Mödling | Stadion Eggenberg (2000 spett.) |

#### 10ª giornata
| Mödling 16 giugno 2018, ore 15:00 CEST | AFC Rangers Mödling | 35 – 28 (6-7 8-7 14-0 7-7) referto | Bratislava Monarchs | Stadion Mödling |

| Traun 16 giugno 2018, ore 17:00 CEST | Traun Steelsharks | 36 – 39 (8-7 7-3 7-7 14-22) referto | Ljubljana Silverhawks | Trauner Stadion (500 spett.) |

| Innsbruck 16 giugno 2018, ore 18:00 CEST | Tirol Raiders | 47 – 21 (14-7 14-14 9-0 10-0) referto | Danube Dragons | Tivoli-Neu Stadion (2300 spett.) |

| Vienna 17 giugno 2018, ore 15:00 CEST | Vienna Vikings | 21 – 14 (0-0 7-0 7-7 7-7) referto | Graz Giants | (2200 spett.) |

#### Recuperi 3
| Vienna 24 giugno 2018, ore 16:00 | Danube Dragons | 21 – 16 (7-7 7-0 0-3 7-6) referto | Tirol Raiders | Stadion Stadlau (500 spett.) |

### Classifica
La classifica della regular season è la seguente:
- PCT = percentuale di vittorie, G = partite giocate, V = partite vinte,  P = partite perse, PF = punti fatti, PS = punti subiti

| Pos. | Squadra               | PCT  | G  | V | N | P | PF  | PS  |
| ---- | --------------------- | ---- | -- | - | - | - | --- | --- |
| 1    | Tirol Raiders         | .800 | 10 | 8 | 0 | 2 | 475 | 209 |
| 2    | Vienna Vikings        | .800 | 10 | 8 | 0 | 2 | 397 | 234 |
| 3    | Graz Giants           | .600 | 10 | 6 | 0 | 4 | 333 | 240 |
| 4    | Danube Dragons        | .600 | 10 | 6 | 0 | 4 | 291 | 280 |
| 5    | AFC Rangers Mödling   | .500 | 10 | 5 | 0 | 5 | 343 | 340 |
| 6    | Ljubljana Silverhawks | .500 | 10 | 5 | 0 | 5 | 298 | 362 |
| 7    | Traun Steelsharks     | .100 | 10 | 1 | 0 | 9 | 302 | 484 |
| 8    | Bratislava Monarchs   | .100 | 10 | 1 | 0 | 9 | 172 | 422 |

## Playoff

### Tabellone
La migliore delle qualificate in seguito alle Wild Card incontrerà in semifinale la seconda classificata della stagione regolare, mentre la peggiore incontrerà la prima.
|  | Wild Card | Wild Card             | Wild Card |  |  | Semifinali | Semifinali     | Semifinali     |                |    | XXXIV Austrian Bowl | XXXIV Austrian Bowl | XXXIV Austrian Bowl |  |
|  |           |                       |           |  |  |            |                |                |                |    |                     |                     |                     |  |
|  |           |                       |           |  |  | 1          | Tirol Raiders  | 49             |                |    |                     |                     |                     |  |
|  | 4         | Danube Dragons        | 21        |  |  |            | Danube Dragons | 21             |                |    |                     |                     |                     |  |
|  | 5         | AFC Rangers Mödling   | 18        |  |  |            |                |                |                |    | Tirol Raiders       | Tirol Raiders       | 51                  |  |
|  |           |                       |           |  |  |            |                | Vienna Vikings | Vienna Vikings | 48 |                     |                     |                     |  |
|  |           |                       |           |  |  | 2          | Vienna Vikings | 35             |                |    |                     |                     |                     |  |
|  | 3         | Graz Giants           | 28        |  |  |            | Graz Giants    | 21             |                |    |                     |                     |                     |  |
|  | 6         | Ljubljana Silverhawks | 21        |  |  |            |                |                |                |    |                     |                     |                     |  |

### Wild Card
| 1º luglio 2018, ore 12:00 | Danube Dragons | 21 – 18 (14-0 0-3 7-15 0-0) referto | AFC Rangers Mödling | (1000 spett.) |

| 1º luglio 2018, ore 14:00 | Graz Giants | 28 – 21 (0-0 14-7 7-0 7-14) referto | Ljubljana Silverhawks | (1000 spett.) |

### Semifinali
| 7 luglio 2018, ore 19:00 | Tirol Raiders | 49 – 21 (14-0 14-14 14-7 7-0) referto | Danube Dragons | (500 spett.) |

| 8 luglio 2018, ore 15:00 | Vienna Vikings | 35 – 21 (21-0 7-14 7-0 0-7) referto | Graz Giants | (2000 spett.) |

### XXXIV Austrian Bowl
| Sankt Pölten 21 luglio 2018, ore 19:00 | Tirol Raiders | 51 – 48 (7-7 14-10 13-14 17-17) referto | Vienna Vikings | NV Arena (5500 spett.) |

## Verdetti
- Tirol Raiders Campioni dell'Austria 2018